# Богушиці (Опольське воєводство)
Богушиці (пол. Boguszyce, нім. Boguschütz) — село в Польщі, у гміні Прушкув Опольського повіту Опольського воєводства.
Населення — 539 осіб (2011).

## Демографія
Демографічна структура станом на 31 березня 2011 року:
|          | Загалом | Допрацездатний вік | Працездатний вік | Постпрацездатний вік |
| -------- | ------- | ------------------ | ---------------- | -------------------- |
| Чоловіки | 256     | 43                 | 184              | 29                   |
| Жінки    | 283     | 49                 | 168              | 66                   |
| Разом    | 539     | 92                 | 352              | 95                   |